# Gasquet (Stati Uniti d'America)
Gasquet è un census-designated place (CDP) degli Stati Uniti d'America, situato nello stato della California, nella contea di Del Norte.